# Life (album des Cardigans)
Pour les articles homonymes, voir Life (homonymie).
Albums de The Cardigans
Emmerdale
(1994) First Band on the Moon
(1996)
 (septembre 2023).

## Liste des Morceaux
- Musique par Peter Svensson.
- Paroles par Magnus Sveningsson, sauf indication.

### Édition britannique, française et canadienne
1. "Carnival" (Paroles: Persson, Svensson, Sveningsson) – 3:37
2. "Gordon's Gardenparty" (Paroles: Persson, Svensson) – 3:22
3. "Daddy's Car" (Paroles: Sveningsson, Lagerberg) – 3:35
4. "Sick and Tired" – 3:24
5. "Tomorrow" – 3:05
6. "Rise and Shine" – 3:30
7. "Beautiful One" – 3:28
8. "Travelling with Charley" (Paroles: Sveningsson, Svensson) – 4:09
9. "Fine" – 3:11
10. "Celia Inside" – 4:42
11. "Hey! Get Out of My Way" (Paroles: Persson, Svensson) – 3:32
12. "After All..." – 2:57
13. "Sabbath Bloody Sabbath" (Musique,Paroles: Iommi, Butler, Ward, Osbourne) – 4:32[1]

### Édition suédoise
1. "Carnival" – 3:37
2. "Gordon's Gardenparty" – 3:22
3. "Daddy's Car" – 3:35
4. "Pikebubbles" – 3:05
5. "Tomorrow" – 3:05
6. "Beautiful One" – 3:28
7. "Travelling with Charley" – 4:09
8. "Fine" – 3:11

### Édition américaine
1. "Carnival" – 3:36
2. "Daddy's Car" – 3:36
3. "Fine" – 3:09
4. "Rise and Shine" – 3:28
5. "Our Space" – 3:29
6. "Celia Inside" – 4:40
7. "Over the Water" – 2:13
8. "Tomorrow" – 3:03
9. "Sick and Tired" – 3:23
10. "Beautiful One" – 3:27
11. "Gordon's Gardenparty" – 3:19
12. "Hey! Get Out of My Way" – 3:30
13. "Sabbath Bloody Sabbath" – 4:30[1]
14. "Happy Meal" – 2:36